# Tavullia
Tavullia est une commune italienne d'environ 7 890 habitants située dans la province de Pesaro et Urbino, dans la région Marches, en Italie centrale.

## Administration
| Période                                  | Période  | Identité       | Étiquette       | Qualité |
| ---------------------------------------- | -------- | -------------- | --------------- | ------- |
| 14 juin 2004                             | En cours | Bruno del Moro | Centro-Sinistra |         |
| Les données manquantes sont à compléter. |          |                |                 |         |

### Hameaux
Babbucce, Belvedere Fogliense, Case Bernardi, Padiglione, Rio Salso.

### Communes limitrophes
Colbordolo, Gradara, Mondaino, Montecalvo in Foglia, Montegridolfo, Montelabbate, Pesaro, Saludecio, San Giovanni in Marignano, Sant'Angelo in Lizzola.

## Personnalités
- Valentino Rossi

Tavullia est située à moins de dix kilomètres du circuit de Misano, théâtre du Grand Prix moto de Saint-Marin. Le maire a pris en 2008 un arrêté de police ramenant la limitation de vitesse en agglomération de 50 km/h à 46 km/h, en l'honneur du numéro 46 de la moto de Valentino Rossi. Le motocycliste italien habite en effet dans le village et un véritable culte lui est voué.